# Голаньч
Голаньч (пол. Gołańcz) — місто в західній Польщі.
Пам'ятка архітектури — руїни замку XIV-XV століття.

## Демографія
Демографічна структура станом на 31 березня 2011 року:
|          | Загалом | Допрацездатний вік | Працездатний вік | Постпрацездатний вік |
| -------- | ------- | ------------------ | ---------------- | -------------------- |
| Чоловіки | 1674    | 391                | 1156             | 127                  |
| Жінки    | 1709    | 355                | 1041             | 313                  |
| Разом    | 3383    | 746                | 2197             | 440                  |